# プロ野球オールスタースーパーバトル
プロ野球オールスタースーパーバトル（プロやきゅうオールスタースーパーバトル）は、東海テレビ放送で毎年12月第1土曜日に収録し、1983年から2006年まで24年間にわたり、正月明けの1月に特別番組として放送されてきたプロ野球選手のスポーツ大会である。
本項では前身の『プロ野球12球団対抗新春リレーマラソン』『プロ野球12球団対抗新春ランニング王座決定戦』についても述べる。

## 歴史・概要

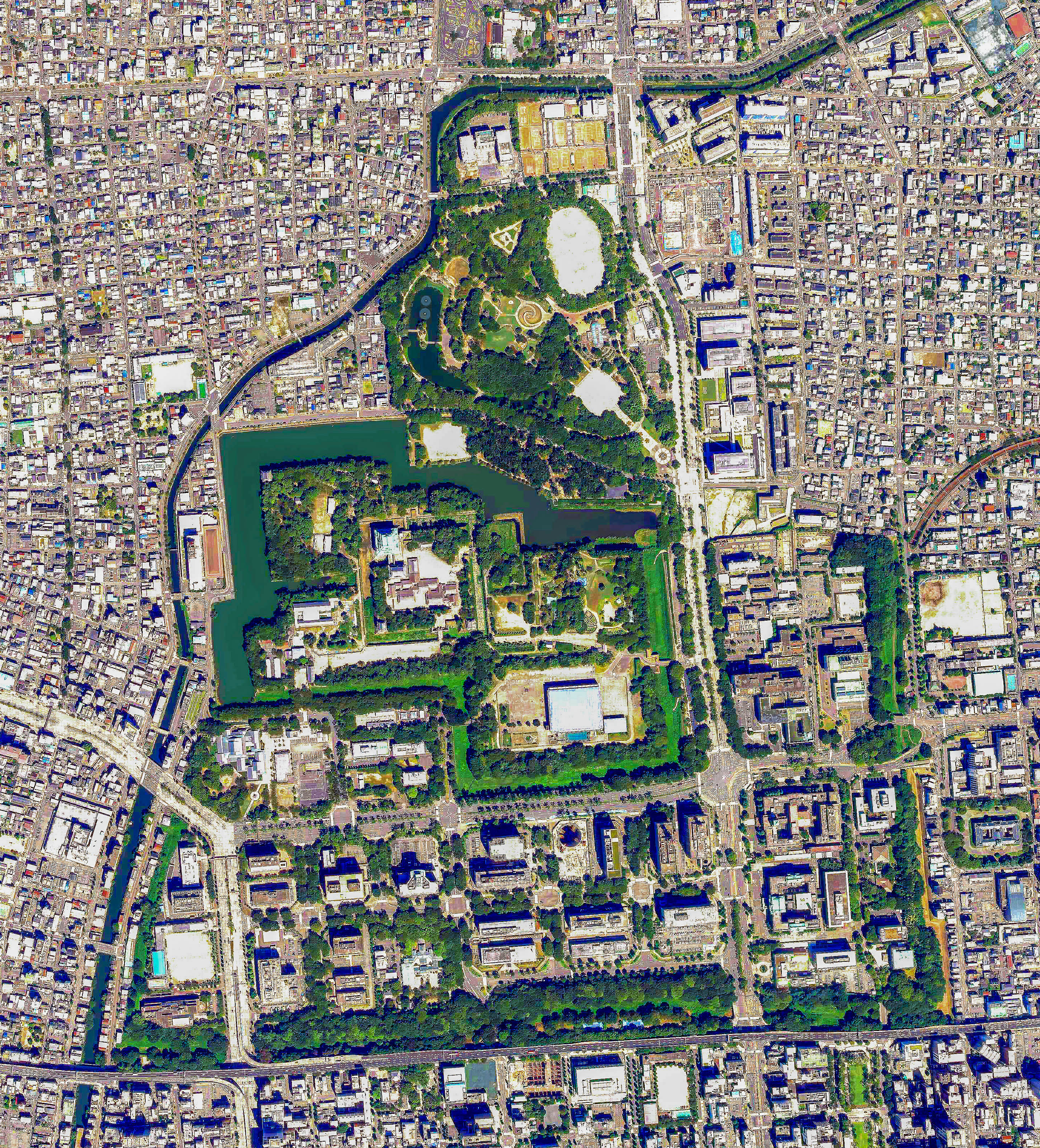
『新春リレーマラソン』時代の会場だった名城公園周辺。（2020年撮影）

1983年に名城公園（名古屋城）を舞台にして開かれた『プロ野球12球団対抗新春リレーマラソン』としてスタートした番組は1997年に場所をナゴヤドームに移し『プロ野球12球団対抗新春ランニング王座決定戦』に変わり、2001年に『ドーム大決戦!プロ野球12球団スーパーバトル』に変更し、2003年にはチーム戦から個人戦に変更した。
プロ野球新春リレーマラソンの時代には、各チームを代表する健脚自慢が集結し、名城公園野球場を基点（スタート・ゴール）とし、同公園周辺コースを走る駅伝仕立てのものだった。「ランニング王座決定戦」以後は、駅伝をやめて、スポーツアトラクション（ソフトボール、ホームランコンテストなど）も取り入れられるようになる。
チーム戦時代は優勝チームに賞金100万円（2002年のセ・パ対抗戦の時は200万円）、MVPには車が贈られたが、2003年の個人戦からMVPには車に加え、賞金100万円（2003年のみ200万円）が贈られたが、2005年度の2006年放送で12球団対抗戦に変更され、上記のとおりに変更された。
その他勝利チーム賞や各賞に副賞として番組スポンサーから賞品が贈られた。

### テレビ放送
「リレーマラソン」時代は1月3日の午後3時〜4時枠（末期は1月4日へ移行）に放送していたが、「ランニング王座」以降は1月4日夕方（初期は午後3時〜4時枠）の放送となった。
番組は90分前後に編集され、東海テレビを制作局としてフジテレビ・FNS系列全国ネットで行われていた。

### 大会の終了、その後の東海テレビ制作正月特番
プロ野球人気の陰りから、2006年をもって打ち切りとなり、2007年〜2009年は同じ東海テレビ制作で『New Year Figure 2007 Japan Super Challenge』（フィギュアスケートの新春イベント。2008年から1月第1・2土曜日に移動）を放送していた（2010年はバンクーバーオリンピック選手強化日程の都合で休止、2011年以降は2月開催に変更となり『ION Kesho ジャパン・フィギュア団体戦』に改題、かつて行われていた「北京国際女子駅伝」以来のスポーツイベントとなる）。
『Japan Super Challenge』の後、2010年からは再び1月4日に戻り、13時台にて同局制作によるスペシャルドラマを放送、2010年は『福助』（大後寿々花主演）、2011年は『新春東京ツアー!どえりゃあ婆ちゃん探偵団〜湯けむりパラダイスの怪事件〜』（橋爪功ほか出演）を放送した。しかし、スペシャルドラマも2年で休止となり、2012年からはバラエティ番組を編成。2017年以降は前年の年末に後継となる全国ネット特番が放送されている。
また、東海テレビは毎年1月第1日曜日（『日曜スペシャル』枠）にも特番があったが、2010年を最後に廃止。なお、東海テレビのネット特番は現在も『日曜スペシャル』枠を中心に年数回ペースで制作・放送されている。

## 出演者

### 司会
- みのもんた（1983年 - 1996年、2000年 - 2002年）
- 上岡龍太郎（1997年 - 1999年）
- ネプチューン（2003年）
- 加藤晴彦、オセロ（2004年）
- ココリコ（2005年 - 2006年）

### アシスタント
- 長野智子（フジテレビアナウンサー、当時）
- 中井美穂（フジテレビアナウンサー、当時）
- 三井ゆり
- 島崎和歌子
- 山口紗弥加（2000年）
- 菊川怜（2001年）
- 畑野浩子（2002年）
- 斎藤陽子（2003年）
- 井上和香（2004年 - 2006年）

### 実況
東海テレビアナウンサーが担当（※は2013年現在在籍）。
- 新田紀典
- 吉村功
- 宗宮修一
- 植木圭一
- 森脇淳※
- 斉藤誠征※
- 小田島卓生※

## 他局で行われた関連のイベント
- かつて、これと同じようなイベントとして『プロ野球オールスター大運動会』なるものがテレビ東京系列で毎年1月（主として1月1日=元日）に放送されていた。これは毎年12月に当初は横浜スタジアム、後に神宮球場→東京ドームで開催されたものである。大会そのものが終了し、代わって『プロ野球夢のオールスタークイズ日本一』と題した番組（司会は徳光和夫）が毎年1月に同局で放送されていたが、2005年をもって打ち切りとなった。
- 読売テレビでも毎年12月に大阪城ホールで収録、1月放映（日本テレビ系列）で『プロ野球12球団インドア競技大会』→『プロ野球オールスタースポーツフェスティバル』→『プロ野球No.1決定戦!バトルスタジアム』（現『超プロ野球 ULTRA』）が現在も開催されている。